# Vehicul

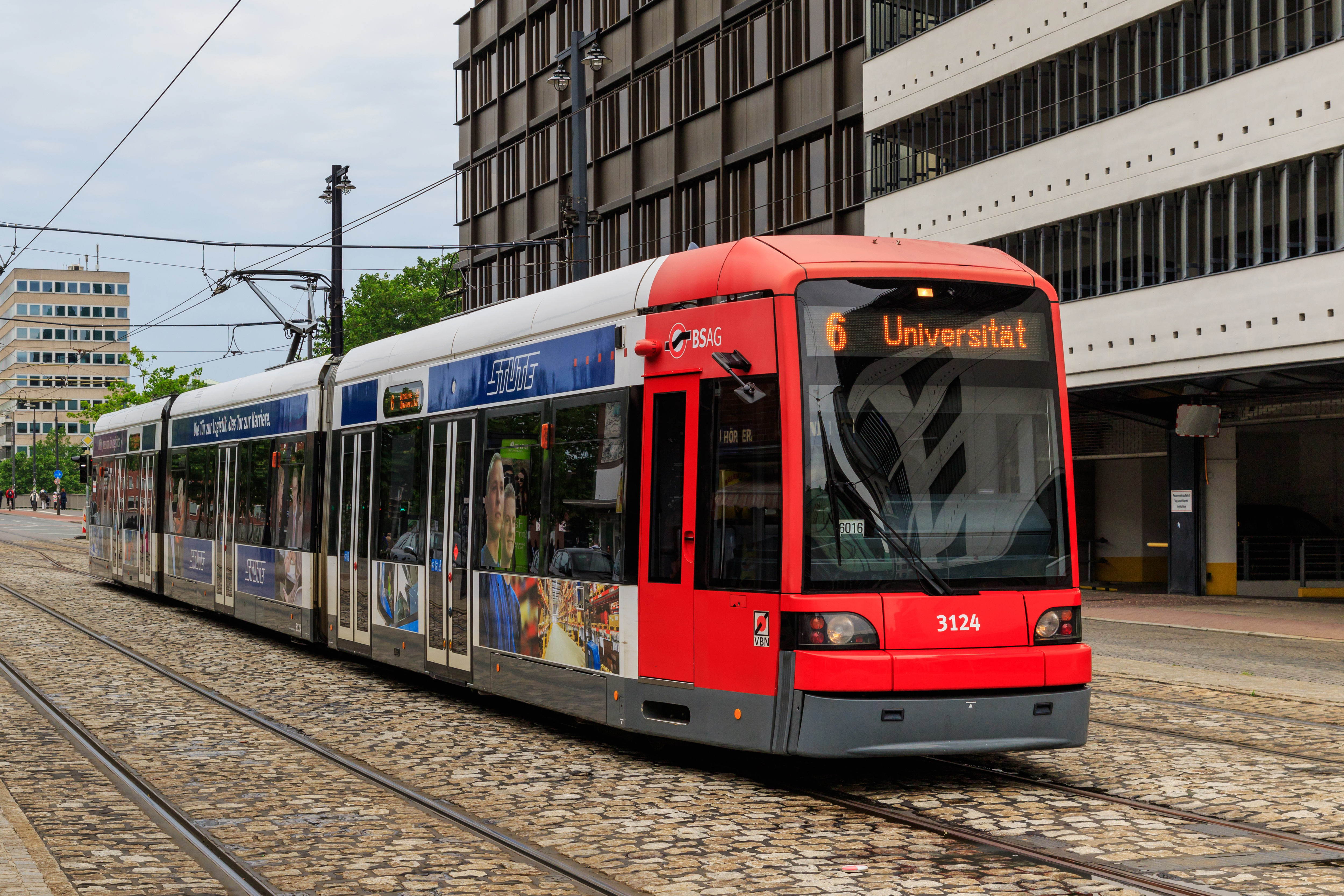
Vehicul de transport terestru

Vehiculul (din franceză véhicule, latină vehiculum) este un sistem mecanic construit pentru a se putea deplasa pe o cale de comunicație, cu sau fără mijloace de autopropulsare, prin rulare, alunecare sau plutire și utilizat pentru transportul de persoane sau bunuri ori pentru efectuarea de servicii sau lucrări.

## Clasificare
| Clasificarea vehiculelor terestre |

| Vehicule terestre             | Vehicule terestre                 | Vehicule terestre | Vehicule terestre                                                    | Vehicule terestre    | Vehicule terestre    | Vehicule terestre  | Vehicule terestre  |
| ----------------------------- | --------------------------------- | ----------------- | -------------------------------------------------------------------- | -------------------- | -------------------- | ------------------ | ------------------ |
| Vehicule rutiere              | Vehicule rutiere                  | Vehicule rutiere  | Vehicule rutiere                                                     | Vehicule rutiere     | Vehicule rutiere     | Vehicule feroviare | Vehicule feroviare |
| Vehicule cu tracțiune animală | Vehicule trase și împinse cu mâna | Biciclete         | Autovehicule rutiere                                                 | Autovehicule rutiere | Autovehicule rutiere | Trenuri            | Drezine            |
|                               |                                   |                   | Automobile                                                           | Tractoare            | Trenuri rutiere      | Locomotive Vagoane |                    |
|                               |                                   |                   | Autoturisme Autobuze și microbuze Autocamioane Autovehicule speciale |                      |                      |                    |                    |

### Clasificarea vehiculelor „după destinație” (după scop)
- vehicule de transport
- vehicule tehnice
- vehicule militare

### Clasificarea vehiculelor „după natura căilor de comunicație” (după mediu)
- vehicule subterane
- vehicule terestre
  - vehicule rutiere
  - vehicule feroviare
- vehicule nautice
- vehicule suspendate
  - pe șine
  - pe cabluri
- vehicule aeriene
- vehicule cosmice sau vehicule spaṭiale